# Hybanthus villosissimus
Hybanthus villosissimus là một loài thực vật có hoa trong họ Hoa tím. Loài này được (A. St.-Hil.) Taub. mô tả khoa học đầu tiên năm 1895.